# Arrondissement di Compiègne
L'arrondissement di Compiègne è un arrondissement dipartimentale della Francia situato nel dipartimento dell'Oise, nella regione dell'Alta Francia.

## Storia
Fu creato nel 1800, sulla base dei preesistenti distretti.

## Composizione
L'arrondissement è composto da 156 comuni raggruppati in 10 cantoni:
- cantone di Attichy
- cantone di Compiègne-Nord
- cantone di Compiègne-Sud-Est
- cantone di Compiègne-Sud-Ovest
- cantone di Estrées-Saint-Denis
- cantone di Guiscard
- cantone di Lassigny
- cantone di Noyon
- cantone di Ressons-sur-Matz
- cantone di Ribécourt-Dreslincourt